# یواس‌اس آمازون (۱۸۶۱)
یواس‌اس آمازون (۱۸۶۱) (به انگلیسی: USS Amazon (1861)) یک کشتی بود. این کشتی در سال ۱۸۶۱ ساخته شد.